# BOOM BOOM SATELLITES
붐 붐 새틀라이츠(BOOM BOOM SATELLITES)는 가와시마 미치유키와 나카노 마사유키로 구성된 일본의 음악 그룹이다. 1990년에 결성했으며 1997년에 정식(메이져) 데뷔했다. 2009년 8월 15일에는 한국에서 열리는 ETPFEST 2009에 출연했다.

## 멤버
- 가와시마 미치유키
  - 1969년 8월 24일 출생, 이와테현 출신.
  - 2006년 여배우 스도 리사와 결혼했다.
  - 2016년 10월 9일 뇌종양으로 인해 향년 47세로 사망하였다.
- 나카노 마사유키
  - 1971년 12월 27일 출생, 가나카와 현 출신.

## 음반 목록

### 싱글
1. "4 A Moment of Silence" (1997년)
2. "Dub Me Crazy (Ver. 02)" (1997년)
3. "Push Eject" (1998년)
4. "On the Painted Desert - Rampant Colors" (1999년 4월 1일)
5. "Fogbound" (March 8, 2000년)
6. "Sloughin' Blue" (2000년 1월 24일)
7. "Soliloquy" (2001년 7월 18일)
8. "Blink" (2002년 6월 26일)
9. "Light My Fire/Sloughin' Blue" (2003년 10월 24일)
10. "Spine/Dive for You" (2004년 12월 1일)
11. "Easy Action" (2005년 7월 25일)
12. "Back On My Feet" (July 1, 2009년)
13. "Kick It Out (feat. Tahj Mowry and Flo Rida)" (2009년 9월 6일)

### EP
1. Boom Boom Satellites (1997년) (데모 음반)[출처 필요]
2. Joyride (1997년 11월 1일)
3. 7 Ignitions/Auto Re-Birth (1998년 4월 1일)
4. Push Eject (1998년 9월 19일)

### 정규 음반
1. OUTLOUD (1998년)
2. UMBRA (2001년)
3. PHOTON (2002년)
4. FULL OF ELEVATING PLEASURES (2005년)
5. ON (2006년)
6. EXPOSED (2007년)
7. TO THE LOVELESS (2010년)

### 컴필레이션
1. 19972007 (2010년 1월 27일)
2. Over and Over (2010년 9월 14일)

### DVD
1. Fuji Rock Festival '05 Live Cuts (2006년 8월 2일)
2. Boom Boom Satellites Japan Tour '06 at Studio Coast (2007년 8월 22일)
3. Boom Boom Satellites Japan Tour 2008 (2009년 9월 10일)
4. Metamorphose 08 Live Cuts (2009년 7월 22일)